# El grabado
El grabado (título original: The Mezzotint) escrito por M.R. James, un escritor británico de cuentos de terror, es un cuento corto que forma parte de Ghost Stories of an Antiquary, antología publicada 1904.

## Sinopsis
El señor Williams, encargado de un museo, compra un cuadro que le parece muy caro al señor Britnell. En él aparece solamente la imagen de una casa antigua desconocida, y no obstante parecerle al comprador muy simple, su confianza en el gusto de quien se lo vende, acepta el trato.
Más tarde, Williams invita al profesor Binks a tomar té y ambos platican acerca de la pintura. El primero no está convencido de haber tomado la decisión correcta, ya que ni siquiera conoce el lugar retratado en la pintura. Su interlocutor juzga que la composición está bien ejecutada y mientras le va mostrando sus observaciones, Williams descubre un detalle que no había visto: la silueta de una persona y la luz de la luna. Aunque en un principio no le da importancia, le intriga la identidad de dicha figura. Ese mismo día, le muestra el cuadro a otra persona interesada en el arte.
Durante la noche, Williams contempla nuevamente el cuadro y advierte una persona que gatea en dirección a la casa. Convencido de que no estaba ahí cuando mostró el cuadro antes, decide guardarlo en un buró de uno de los cuartos de su casa.
A la mañana siguiente, desayuna con Nisbet, su vecina, a quien le pide describa detalladamente lo que ve en la imagen. Para la sorpresa de él, ella ya no ve a la persona gateando ni un rayo de luz, sino la luna completa y una de las ventanas abierta. Williams infiere que quien gateaba el día anterior, entró justo por esa ventana.
A partir de entonces, el dueño del cuadro junto con Nisbet y un testigo más, el señor Garwood, se turnan para vigilar que no cambien los elementos de la imagen. Sin embargo, se toman un descanso y durante ese tiempo, el sirviente de la casa, el señor Filcher, mira fijamente la pintura y descubre en ella un esqueleto cargando a un niño. Le comenta a Williams que no consideraría adecuado que su hija u otro niño vea esa escena.
El propietario de la pintura observa un cambio con respecto al último testimonio. No ve la imagen explícita de un esqueleto, pero sí la de alguien que abraza a otro ser, aparentemente un niño.
El resto del día, los tres vigilantes siguen contemplando la pintura de manera alternada y al cabo de la noche, tras partir Nisbet y Garwood, Williams advierte que el cuadro volvió a su escena original, cuando él lo compró. Más tarde consulta datos sobre la familia que vivió en esa casa y se entera de que el último sobreviviente de esa familia, los Francis, fue un niño que desapareció misteriosamente.
El señor Green le confirma lo que averiguó y, así, cobran sentido las distintas escenas que cada uno de los testigos observó a lo largo de la historia.

## Personajes
- Mr. Williams: dueño del curioso cuadro, sin tener idea de todo lo que había detrás de éste.

- Professor Binks: conocido del señor Williams, quien es el primero en ver el retrato con algo distinto a lo que Williams recordaba.

- Mr. Britnell: vendedor de obras de arte, es el asesor del señor Williams.

- Nisbet: vecina del señor Williams, es la primera testigo oficial, cuando ella detalla lo que ve en el cuadro Williams se da cuenta de que, efectivamente, algo sucede con el cuadro.

- Mr. Garwood: conocido del señor Williams, da testimonio de lo que él vio en el cuadro poco antes de que Nisbet lo viera distinto, confirmando que lo retratado era distinto.

- Mr. Green: conocedor de la historia detrás del inusual cuadro, es quien le cuenta al señor Williams lo sucedido muchos años antes con la familia Francis.